# Chef d'État-Major de la Bundeswehr
Le chef d'état-major de la Bundeswehr (en allemand : Generalinspekteur der Bundeswehr, GenInspBw) est le poste militaire le plus élevé de la Bundeswehr, les forces armées allemandes.

## Chefs d'état-major de la Bundeswehr
| Années      | Nom                                           | Arme                       | Ministre                                                                  | Photographie |
| ----------- | --------------------------------------------- | -------------------------- | ------------------------------------------------------------------------- | ------------ |
| 1957–1961   | Général Adolf Heusinger (1897–1982)           | Armée de terre (Heer)      | Franz Josef Strauß                                                        |              |
| 1961–1963   | Général Friedrich Foertsch (en) (1900–1976)   | Armée de terre (Heer)      | Franz Josef Strauß Kai-Uwe von Hassel                                     |              |
| 1964–1966   | Général Heinrich Trettner (1907–2006)         | Armée de terre (Heer)      | Kai-Uwe von Hassel                                                        |              |
| 1966–1972   | Général Ulrich de Maizière (1912–2006)        | Armée de terre (Heer)      | Kai-Uwe von Hassel Gerhard Schröder Helmut Schmidt                        |              |
| 1972–1976   | Amiral Armin Zimmermann (en) (1917–1976)      | Marine (Deutsche Marine)   | Georg Leber                                                               |              |
| 1976–1978   | Général Harald Wust (en) (1921–2010)          | Armée de l'air (Luftwaffe) | Georg Leber                                                               |              |
| 1978–1983   | Général Jürgen Brandt (en) (1922–2003)        | Armée de terre (Heer)      | Hans Apel Manfred Wörner                                                  |              |
| 1983–1986   | Général Wolfgang Altenburg (en) (*1928)       | Armée de terre (Heer)      | Manfred Wörner                                                            |              |
| 1986–1991   | Amiral Dieter Wellershoff (en) (1933–2005)    | Marine (Deutsche Marine)   | Manfred Wörner Rupert Scholz Gerhard Stoltenberg                          |              |
| 1991–1996   | Général Klaus Naumann (en) (*1939)            | Armée de terre (Heer)      | Gerhard Stoltenberg Volker Rühe                                           |              |
| 1996–1999   | Général Hartmut Bagger (en) (*1938)           | Armée de terre (Heer)      | Volker Rühe Rudolf Scharping                                              |              |
| 1999–2000   | Général Hans-Peter von Kirchbach (en) (*1941) | Armée de terre (Heer)      | Rudolf Scharping                                                          |              |
| 2000–2002   | Général Harald Kujat (en) (*1942)             | Armée de l'air (Luftwaffe) | Rudolf Scharping                                                          |              |
| 2002–2009   | Général Wolfgang Schneiderhan (*1946)         | Armée de terre (Heer)      | Rudolf Scharping Peter Struck Franz Josef Jung Karl-Theodor zu Guttenberg |              |
| 2010–2018   | Général Volker Wieker (*1954)                 | Armée de terre (Heer)      | Karl-Theodor zu Guttenberg Thomas de Maizière Ursula von der Leyen        |              |
| 2018– 2023  | Général Eberhard Zorn (*1960)                 | Armée de terre (Heer)      | Ursula von der Leyen Annegret Kramp-Karrenbauer Christine Lambrect        |              |
| Depuis 2023 | Général Carsten Breuer (*1964)                | Armée de terre (Heer)      | Boris Pistorius                                                           |              |